# (5406) Jonjoseph
(5406) Jonjoseph es un asteroide perteneciente al cinturón de asteroides, descubierto el 9 de agosto de 1991 por Henry E. Holt desde el Observatorio del Monte Palomar, Estados Unidos.

## Designación y nombre
Designado provisionalmente como 1991 PH11. Fue nombrado Jonjoseph en honor al analista programador informático Jonathan Joseph en la Universidad de Cornell. Trabajó en las misiones de la NASA NEAR, Comet Nucleus Tour y Cassini, aportando con su creatividad y experiencia técnica en apoyo de los objetivos de la ciencia de la imagen. Ha sido fundamental en la creación de representaciones cinematográficas de planetas y asteroides para mejorar nuestra comprensión de sus formas, tamaños y otras propiedades físicas. Conocido por su sentido del humor, también es un buen poeta y artista pintando con los dedos.

## Características orbitales
Jonjoseph está situado a una distancia media del Sol de 2,668 ua, pudiendo alejarse hasta 2,985 ua y acercarse hasta 2,351 ua. Su excentricidad es 0,118 y la inclinación orbital 6,118 grados. Emplea 1592,47 días en completar una órbita alrededor del Sol.

## Características físicas
La magnitud absoluta de Jonjoseph es 12,5. Tiene 16,857 km de diámetro y su albedo se estima en 0,075. 